# Зульцемос
Зульцемос (нем. Sulzemoos) — община в Германии, в земле Бавария. 
Подчиняется административному округу Верхняя Бавария. Входит в состав района Дахау.  Население составляет 2668 человек (на 31 декабря 2010 года). Занимает площадь 19,04 км².
Коммуна подразделяется на 10 сельских округов.